# Sant Cristòfol de Monteugues
Sant Cristòfol de Monteugues és una ermita romànica que es troba entre La Garriga i El Figaró (Vallès Oriental), prop del Tagamanent i del Pla de la Calma. Pertany a la masia Valls del Figaró. Hi ha un camí des de La Garriga d'uns 5 km. Ja existia amb seguretat l'any 1021, quan es documenta per escrit, i l'any 1139 va ser adscrita, com església sufragània de la parròquia de Sant Esteve de la Garriga, al monestir de Santa Maria de l'Estany. La llegenda diu que va ser construïda per Lluís I el Pietós (el fill de Carlemany) quan anava a conquerir Barcelona; l'emperador hauria guanyat una batalla als sarraïns en un indret proper (Pla de la Batalla) i en commemoració va fer edificar l'ermita. El dia de Sant Cristòfol (10 de juliol) s'hi feia un aplec organitzat pels propietaris de la masia Valls a qui pertany l'ermita. Es beneïen cotxes i cavalls pel rector del Figaró, es deia una missa i després es feia una costellada. Durant la missa es cantaven els Goigs de Sant Cristòfol Gloriós.

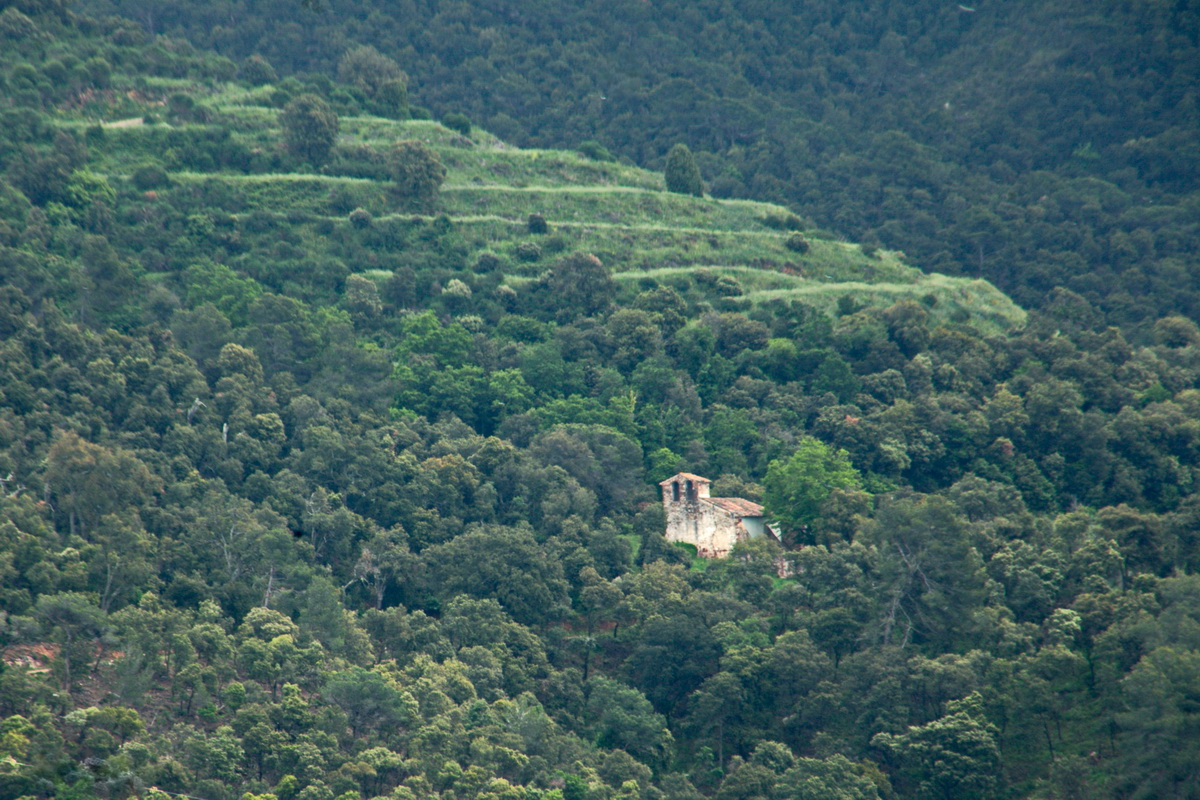
Vista des de la masia de Can Plans